# David Wingate
David Grover Stacey Wingate jr. (Baltimora, 15 dicembre 1963) è un ex cestista statunitense, professionista nella NBA.

## Carriera
Dopo aver giocato a livello liceale per la famosa Dunbar High School di Baltimora, Maryland (compagno di squadra di Reggie Williams) è passato alla Georgetown University dove ha speso quattro stagioni viaggiando alle considerevoli cifre di 12,8 punti e 3,6 rimbalzi di media a partita. Nell'anno da sophomore fece parte dalla squadra degli Hoyas campioni NCAA guidata da Patrick Ewing.
Finita la carriera collegiale è stato scelto dalla NBA nel draft NBA del 1986 al secondo giro con il numero 20 dai Philadelphia 76ers.
Una vita spesa in panchina, in 15 stagioni nella NBA, Wingate non ha mai giocato più di 26 minuti a partita, non è mai andato in doppia cifra come punti segnati e non ha mai messo a segno statistiche di rilievo: è stato il prototipo della riserva NBA. I suoi numeri totali dicono: 5,6 punti e 1,9 assist di media in 17,9 minuti di utilizzo a partita.

## Statistiche

### College
| Anno       | Squadra          | PG  | PT  | MP   | TC%  | 3P% | TL%  | RP  | AP  | PRP | SP  | PP   |
| ---------- | ---------------- | --- | --- | ---- | ---- | --- | ---- | --- | --- | --- | --- | ---- |
| 1982-1983  | Georgetown Hoyas | 32  | 31  | 26,7 | 44,5 | -   | 70,2 | 3,0 | 2,2 | 1,3 | 0,3 | 12,0 |
| 1983-1984† | Georgetown Hoyas | 37  | 33  | 27,2 | 43,5 | -   | 72,1 | 3,6 | 2,7 | 1,2 | 0,1 | 11,2 |
| 1984-1985  | Georgetown Hoyas | 38  | 38  | 29,7 | 48,4 | -   | 68,9 | 3,6 | 3,2 | 1,6 | 0,1 | 12,4 |
| 1985-1986  | Georgetown Hoyas | 32  | 31  | 29,9 | 49,7 | -   | 75,5 | 4,0 | 2,3 | 1,7 | 0,2 | 15,9 |
| Carriera   | Carriera         | 139 | 133 | 28,4 | 46,7 | -   | 71,9 | 3,6 | 2,6 | 1,5 | 0,2 | 12,8 |

### NBA

#### Regular Season
| Anno      | Squadra            | PG  | PT  | MP   | TC%  | 3P%  | TL%  | RP  | AP  | PRP | SP  | PP  |
| --------- | ------------------ | --- | --- | ---- | ---- | ---- | ---- | --- | --- | --- | --- | --- |
| 1986-1987 | Philadelphia 76ers | 77  | 9   | 20,9 | 43,0 | 25,0 | 74,1 | 2,0 | 2,0 | 1,2 | 0,2 | 8,8 |
| 1987-1988 | Philadelphia 76ers | 61  | 22  | 23,3 | 40,0 | 25,0 | 75,0 | 1,7 | 2,0 | 0,8 | 0,4 | 8,9 |
| 1988-1989 | Philadelphia 76ers | 33  | 6   | 11,3 | 47,0 | 33,3 | 79,4 | 1,1 | 2,2 | 0,3 | 0,1 | 4,2 |
| 1989-1990 | San Antonio Spurs  | 78  | 2   | 23,8 | 44,8 | 0,0  | 77,7 | 2,5 | 2,7 | 1,1 | 0,2 | 6,8 |
| 1990-1991 | San Antonio Spurs  | 25  | 0   | 22,5 | 38,4 | 11,1 | 70,7 | 3,0 | 1,8 | 0,8 | 0,2 | 5,4 |
| 1991-1992 | Washington Bullets | 81  | 72  | 26,3 | 46,5 | 5,6  | 71,9 | 3,3 | 3,0 | 1,5 | 0,3 | 7,9 |
| 1992-1993 | Charlotte Hornets  | 72  | 55  | 20,4 | 53,6 | 16,7 | 73,8 | 2,4 | 2,5 | 0,9 | 0,1 | 6,1 |
| 1993-1994 | Charlotte Hornets  | 50  | 36  | 20,1 | 48,1 | 33,3 | 66,7 | 2,7 | 2,1 | 0,8 | 0,1 | 6,2 |
| 1994-1995 | Charlotte Hornets  | 52  | 9   | 9,9  | 41,0 | 18,2 | 75,0 | 1,2 | 1,1 | 0,4 | 0,1 | 2,3 |
| 1995-1996 | Seattle S.Sonics   | 60  | 3   | 11,6 | 41,5 | 44,1 | 78,0 | 0,9 | 1,0 | 0,3 | 0,1 | 3,7 |
| 1996-1997 | Seattle S.Sonics   | 65  | 2   | 14,3 | 41,6 | 35,2 | 82,5 | 1,1 | 1,2 | 0,7 | 0,1 | 3,6 |
| 1997-1998 | Seattle S.Sonics   | 58  | 2   | 9,4  | 47,1 | 42,9 | 51,7 | 1,4 | 0,6 | 0,4 | 0,1 | 2,6 |
| 1998-1999 | N.Y. Knicks        | 20  | 0   | 4,6  | 43,8 | -    | -    | 0,4 | 0,3 | 0,2 | 0,0 | 0,7 |
| 1999-2000 | N.Y. Knicks        | 7   | 0   | 4,6  | 11,1 | -    | -    | 0,3 | 0,4 | 0,1 | 0,3 | 0,3 |
| 2000-2001 | Seattle S.Sonics   | 1   | 0   | 9,0  | 100  | -    | -    | 0,0 | 2,0 | 0,0 | 0,0 | 6,0 |
| Carriera  | Carriera           | 740 | 218 | 17,9 | 44,5 | 27,2 | 73,8 | 1,9 | 1,9 | 0,8 | 0,2 | 5,6 |

#### Playoffs
| Anno     | Squadra            | PG | PT | MP   | TC%  | 3P%  | TL%  | RP  | AP  | PRP | SP  | PP  |
| -------- | ------------------ | -- | -- | ---- | ---- | ---- | ---- | --- | --- | --- | --- | --- |
| 1987     | Philadelphia 76ers | 5  | 0  | 18,0 | 40,5 | 100  | 64,3 | 2,4 | 1,8 | 1,0 | 0,2 | 8,2 |
| 1990     | San Antonio Spurs  | 10 | 0  | 29,3 | 51,9 | 66,7 | 75,0 | 3,7 | 3,8 | 1,8 | 0,3 | 9,1 |
| 1991     | San Antonio Spurs  | 3  | 0  | 12,7 | 50,0 | -    | 66,7 | 1,0 | 0,3 | 0,3 | 0,0 | 4,7 |
| 1993     | Charlotte Hornets  | 9  | 0  | 13,0 | 36,4 | -    | 37,5 | 1,3 | 1,7 | 0,4 | 0,1 | 2,1 |
| 1995     | Charlotte Hornets  | 4  | 4  | 18,3 | 48,1 | 33,3 | 66,7 | 1,5 | 3,8 | 1,0 | 0,0 | 8,0 |
| 1996     | Seattle S.Sonics   | 13 | 0  | 5,2  | 43,8 | 50,0 | 100  | 0,2 | 0,0 | 0,0 | 0,0 | 1,5 |
| 1997     | Seattle S.Sonics   | 12 | 0  | 16,0 | 42,4 | 38,7 | 69,2 | 3,1 | 1,2 | 0,4 | 0,3 | 6,4 |
| 1998     | Seattle S.Sonics   | 3  | 0  | 4,3  | 40,0 | -    | 66,7 | 1,3 | 0,7 | 0,3 | 0,0 | 2,7 |
| Carriera | Carriera           | 59 | 4  | 15,0 | 45,4 | 43,2 | 66,7 | 1,9 | 1,6 | 0,6 | 0,1 | 5,1 |

## Palmarès
- Campione NCAA (1984)